# Puerto Rico la Jocurile Olimpice de vară din 2016
Puerto Rico a participat la Jocurile Olimpice de vară din 2016 de la Rio de Janeiro în perioada 5 – 21 august 2016, cu o delegație de 40 de sportivi, care a concurat în 15 sporturi. Cu o medalie de aur, prima din istoria sa, Puerto Rico s-a aflat pe locul 54 în clasamentul final.

## Participanți
Delegația din Puerto Rico a cuprins 40 sportivi: 13 bărbați și 27 de femei. Cel mai tânăr atlet din delegația a fost jucătoarea de tenis de masă Adriana Diaz (15 ani), cel mai vechi a fost jucătoarea de volei Áurea Cruz (34 de ani).
| Sport           | Masculin | Feminin | Total |
| --------------- | -------- | ------- | ----- |
| Atletism        | 6        | 6       | 12    |
| Box             | 1        | 0       | 1     |
| Ciclism         | 1        | 0       | 1     |
| Echitație       | 0        | 1       | 1     |
| Haltere         | 0        | 1       | 1     |
| Judo            | 0        | 2       | 2     |
| Lupte           | 2        | 0       | 2     |
| Natație         | 0        | 1       | 1     |
| Sărituri în apă | 1        | 0       | 1     |
| Taekwondo       | 0        | 1       | 1     |
| Tenis           | 0        | 1       | 1     |
| Tenis de masă   | 1        | 1       | 2     |
| Tir             | 0        | 1       | 1     |
| Triatlon        | 1        | 0       | 1     |
| Volei           | 0        | 12      | 12    |
| Total           | 13       | 27      | 40    |

## Medaliați
| Medalie | Nume        | Sport | Probă          | Dată      |
| ------- | ----------- | ----- | -------------- | --------- |
| Aur     | Mónica Puig | Tenis | Simplu feminin | 13 august |